# ГЕС Баджолі-Холі
ГЕС Баджолі-Холі — гідроелектростанція, що споруджується на північному заході Індії у штаті Гімачал-Прадеш. Знаходячись перед ГЕС Чамера III, становитиме верхній ступінь каскаду на річці Раві, лівій притоці Чинабу, який в свою чергу є правою притокою річки Сатледж (найбільший лівий доплив Інду).
У межах проекту річку перекриють бетонною греблею висотою 66 метрів та довжиною 178 метрів, яка потребуватиме 210 тис. м3 матеріалу. Вона утримуватиме витягнуте на 2,4 км водосховище з площею поверхні 0,17 км2 та припустимим коливанням рівня поверхні між позначками 2012 та 2018 метрів НРМ.
Зі сховища через два тунелі довжиною по 0,2 км з перетином 3,5х4,3 метра ресурс потраплятиме до двох підземних камер для видалення осаду розмірами 240х15х11 метрів. Підготована вода спрямовуватиметься до головного дериваційного тунелю довжиною 14,6 км з діаметром 5,6 метра, який переходитиме у похилу напірну шахту довжиною 0,85 км з діаметром 3,8 метра. На завершальному етапі ресурс прямуватиме через три короткі (від 33 до 54 метрів) напірні водоводи з діаметром 2,2 метра. В системі також працюватиме вирівнювальний резервуар висотою 96 метрів з діаметром 12 метрів.
Основне обладнання становитимуть три турбіни типу Френсіс потужністю по 60 МВт, які працюватимуть при напорі у 291 метр.